# 조너선 산체스
조너선 O. 산체스(Jonathan O. Sánchez, 1982년 11월 19일 ~ )는 메이저 리그에서 뛰었던 좌완 투수이다.

## 개인 기록
노히트 노런 (2009, 샌프란시스코 자이언츠 소속)

## 대한민국 팬들이 기억하는 에피소드
2011년, 추신수가 클리블랜드 인디언스 소속이던 시절, 샌프란시스코 자이언츠의 선발로 나섰던 산체스가 추신수의 손을 부러뜨리는 사구를 던져 인디언스의 대주자로 셸리 던컨이 투입되는 상황이 벌어졌다. 이듬해, 부진을 거듭하던 산체스는 캔자스시티 로열스로 이적했다. 그리고 로열스의 홈구장 카우프만 스타디움에서 다시 추신수를 만난 산체스는 또다시 몸에 맞는 공을 던졌고, 이에 추신수가 불편한 기색을 드러내며 양 팀의 벤치 클리어링이 일어나기도 했다.